# Temognatha nickerli
Temognatha nickerli es una especie de escarabajo del género Temognatha, familia Buprestidae. Fue descrita científicamente por Obenberger en 1922.